# Parcs nationaux en Espagne

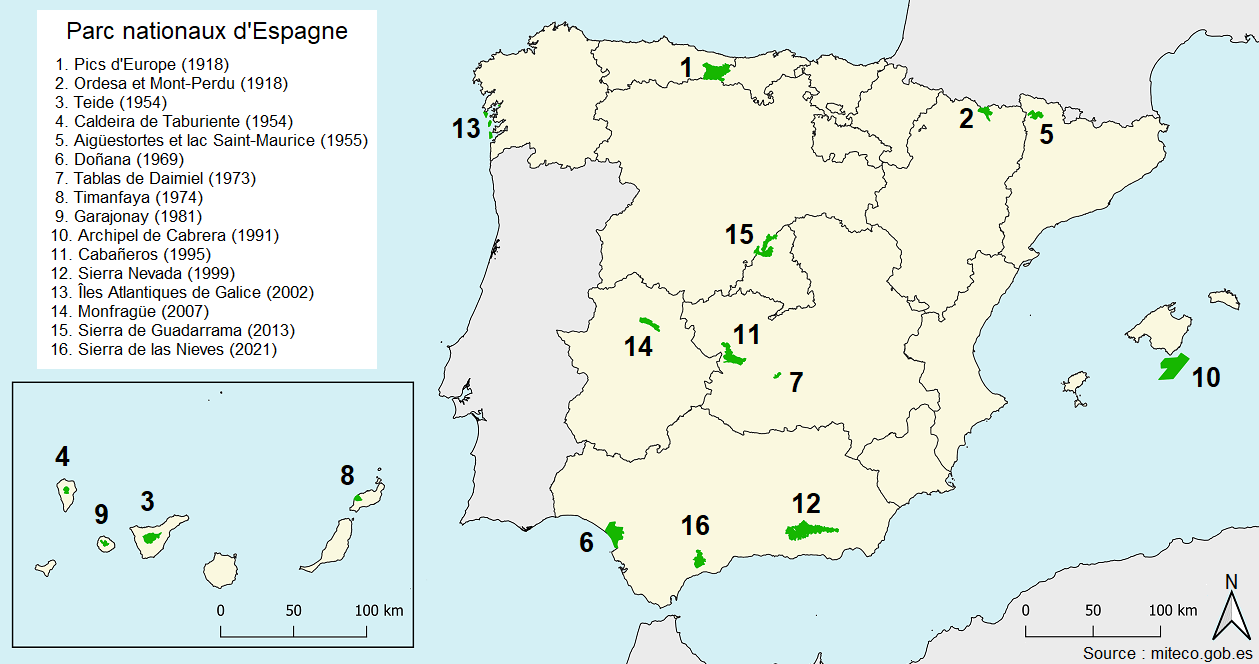
Carte des parcs nationaux d'Espagne en 2021.

Les parcs nationaux d'Espagne sont régis par la LOI 5/2007 du 3 avril 2007 et sont gérés par le Réseau des parcs nationaux d'Espagne. 
Au nombre de seize, le premier parc national déclaré est le parc national des pics d'Europe, créé en 1918 et le dernier est le parc national de la Sierra de las Nieves en 2021.

## Liste des parcs nationaux
| #  | Parc national                                     | Année de déclaration | Surface (ha)                                  | Communauté autonome                   | Catégorie IUCN |
| -- | ------------------------------------------------- | -------------------- | --------------------------------------------- | ------------------------------------- | -------------- |
| 1  | Parc national des pics d'Europe                   | 1918                 | 64 660                                        | Castille-et-León Asturies Cantabrie   | II             |
| 2  | Parc national d'Ordesa et du Mont-Perdu           | 1918                 | 15 608                                        | Aragon                                | II             |
| 3  | Parc national du Teide                            | 1954                 | 18 990                                        | Îles Canaries                         | II             |
| 4  | Parc national de la Caldeira de Taburiente        | 1954                 | 5 956                                         | Îles Canaries                         | II             |
| 5  | Parc national d'Aigüestortes et lac Saint-Maurice | 1955                 | 14 119                                        | Catalogne                             | II             |
| 6  | Parc national de Doñana                           | 1969                 | 50 720                                        | Andalousie                            | II             |
| 7  | Parc national des Tablas de Daimiel               | 1973                 | 5 410                                         | Castille-La Manche                    | II             |
| 8  | Parc national de Timanfaya                        | 1974                 | 5 107                                         | Îles Canaries                         | II             |
| 9  | Parc national de Garajonay                        | 1981                 | 3 984                                         | Îles Canaries                         | II             |
| 10 | Parc national de l'Archipel de Cabrera            | 1991                 | 90 800, dont 1 318 terrestre, 89 482 maritime | Îles Baléares                         | II             |
| 11 | Parc national de Cabañeros                        | 1995                 | 39 687                                        | Castille-La Manche                    | II             |
| 12 | Parc national de la Sierra Nevada                 | 1999                 | 70 953                                        | Andalousie                            | II             |
| 13 | Parc national des Îles Atlantiques de Galice      | 2002                 | 8 400, dont 1 200 terrestre, 7 200 maritime   | Galice                                | II             |
| 14 | Parc national de Monfragüe                        | 2007                 | 17 852                                        | Estrémadure                           | II             |
| 15 | Parc national de la Sierra de Guadarrama          | 2013                 | 33 960                                        | Castille-et-León Communauté de Madrid | II             |
| 16 | Parc national de la Sierra de las Nieves          | 2021                 | 22 979                                        | Andalousie                            | II             |